# Leandro Benegas
Leandro Iván Benegas (Mendoza, 27 novembre 1988) è un calciatore argentino naturalizzato cileno, attaccante dell'O'Higgins.

## Caratteristiche tecniche
È un centravanti.

## Carriera
Ha giocato nella prima divisione cilena ed in quella argentina.

## Palmarès

### Club

#### Competizioni nazionali
- Copa Chile: 1

Colo-Colo: 2023
- Supercopa de Chile: 1

Colo-Colo: 2024
- Campionato cileno: 1

Colo-Colo: 2024